# Kerodon acrobata
Kerodon acrobata is een zoogdier uit de familie van de cavia-achtigen (Caviidae). De wetenschappelijke naam van de soort werd voor het eerst geldig gepubliceerd door Moojen, Locks & Langguth in 1997.

## Voorkomen
De soort komt voor in Brazilië.